# Нуллификация
Нуллифика́ция (лат. nullificatio — уничтожение) — это лишение документа либо денежных знаков юридической силы, фактической значимости и законности.

## Нуллификация денежных знаков
Нуллификация денежных знаков, т. е. отмена их фактической значимости, может проводиться в связи с большими темпами инфляции, когда денежные знаки наименьшего номинала теряют актуальность. Денежные знаки в такой ситуации теряют свою силу с заранее указанной даты и могут быть обменяны до этой даты и в установленный срок после этой даты на имеющие силу денежные знаки. Например, в Белоруссии с 1 июля 2015 года прекратили выдавать купюры номиналом в 50 рублей. С 1 сентября 2015 года их прекратили принимать в качестве платёжного средства. А с 1 июня 2016 года они переставали приниматься к обмену и полностью утратили свою силу.
Нуллификация также может проводиться при деноминации, которая тоже может быть вызвана большими темпами инфляции и принятием решения о утрате силы всех денежных знаков и замене их новыми. В такой ситуации, как правило, замена идёт на денежные знаки меньшего номинала 10 знаков старых на 1 новый или другое соотношение, кратное 10. Подобная ситуация была в Германии в 1924 году, когда одна новая марка менялась на 1 триллион старых. 
Также нуллификация с полной заменой старых денежных знаков новыми происходит при кардинальном изменении политического строя в стране либо исчезновении государства и появлении на его месте одного или более новых государств. Например, при распаде СССР и появлении 15 независимых государств все они в разные сроки провели создание национальных валют. 

## Нуллификация ценных бумаг
Нуллификация ценных бумаг может происходить в силу срока, определённого в самой ценной бумаге, после которого она утрачивает силу. Также — в силу решения суда, а также иными способами, установленными законодательствами соответствующих стран.